# Coelognathus subradiatus
Coelognathus subradiatus är en ormart som beskrevs av Schlegel 1837. Coelognathus subradiatus ingår i släktet Coelognathus och familjen snokar.
Arten förekommer på olika öar i Sydostasien som tillhör Indonesien, bland annat Lombok, Sumbawa, Flores och Timor. Honor lägger ägg.

## Underarter
Arten delas in i följande underarter:
- C. s. enganensis
- C. s. subradiata